# Museo della galleria d'arte del patrimonio prezioso
Museo della Galleria d'Arte del Patrimonio Prezioso è un museo situato a Hoi An, in Vietnam. Inaugurato il 1 gennaio 2017, il museo presenta le diverse culture dei gruppi etnici del Vietnam attraverso ritratti su larga scala, costumi tradizionali, storie e istruzione pubblica. Il Precious Heritage Museum è il culmine di The Precious Heritage Project, un'impresa fotografica intrapresa nel corso di un decennio dal fotografo francese Réhahn.

## La missione
La missione di The Precious Heritage Art Gallery and Museum è promuovere la conservazione e l'importanza vitale dei gruppi etnici del Vietnam attraverso la comprensione e il rispetto culturali.

## L'origine del Museo
Réhahn ha avviato The Precious Heritage Project durante un viaggio attraverso il Vietnam del Nord come fotografo di viaggio nel 2011. Dopo aver incontrato diverse tribù intorno a Sapa, ha appreso che ci sono più di 54 diversi gruppi etnici in tutto il paese. Ciò che separa ogni gruppo l'uno dall'altro può essere la loro moltitudine di lingue con diverse radici linguistiche; i loro diversi costumi e artigianato del patrimonio; tradizioni architettoniche; e credenze religiose. Le tradizioni etniche stavano cambiando man mano che le generazioni più giovani si allontanavano dai loro villaggi. I dialetti, gli abiti tradizionali e altri elementi del loro patrimonio culturale stavano lentamente declinando.
Mentre Réhahn ha viaggiato attraverso questi villaggi remoti e ha iniziato a collezionare ritratti dei membri di ogni gruppo nei loro costumi tradizionali, ha deciso di creare un luogo dedicato ai gruppi etnici del Vietnam per preservare parte di questo patrimonio culturale. La Precious Heritage Art Gallery and Museum è stata aperta nel 2017. È completamente autofinanziata dall'artista ed è gratuita per il pubblico.
Nel settembre 2019, Réhahn ha completato la sua missione principale di ricerca, incontro e documentazione di ciascuno dei 54 gruppi etnici in Vietnam. Il museo rappresenta ora tutti i 54 gruppi e numerosi sottogruppi, alcuni dei quali non sono documentati altrove.

### L'edificio storico
Il Precious Heritage Museum si trova in una casa francese del XIX secolo, classificata come architettura storica dalla città di Hoi An.

## La collezione permanente
Il Precious Heritage Museum custodisce una collezione completa di costumi etnici, manufatti, storie e ritratti di oltre 54 diversi gruppi etnici in Vietnam.
La collezione comprende più di 200 fotografie del Vietnam, inclusa la serie di ritratti formali di ciascuno dei 54 gruppi etnici nei loro tradizionali abiti tribali. Sono presenti trentotto costumi originali, alcuni dei quali tra gli ultimi nel loro genere. Questa collezione tessile è stata costituita in gran parte grazie alle donazioni dei capi di molti gruppi etnici.
Il patrimonio culturale e le fotografie belle arti/documentarie sono state raccolte nel corso di quasi un decennio di ricerca da Réhahn mentre viaggiava attraverso i villaggi etnici del paese nel sud, centro e nord del Vietnam.
Ogni fotografia e costume è accompagnato da storie dell'incontro di Réhahn con il membro della tribù e fatti sui gruppi etnici. È completato da video sulla fabbricazione dei costumi. Il museo comprende anche una sala dedicata alle informazioni sul processo di tintura indaco utilizzato da molti gruppi tribali come i Dao e gli Hmong.

## Riconoscimento e digitalizzazione
Nel 2024, il museo Precious Heritage è diventato il primo museo in Vietnam ad essere digitalizzato e presentato sulla piattaforma Google Arts & Culture. Questa collaborazione offre al pubblico globale l’accesso virtuale alla collezione permanente, che mette in mostra i costumi tradizionali e il patrimonio culturale dei 54 gruppi etnici del Vietnam. La mostra digitale è disponibile su: Precious Heritage Art Gallery Museum – Google Arts & Culture.

### Collezione da viaggio
Parte della collezione è stata presentata durante la Fiera Internazionale di Caen, dal 16 al 26 settembre 2016.

## Premere
Il Precious Heritage Museum è stato incluso nell'articolo del New York Times "36 Hours in Hoi An". È anche elencato come "una deviazione essenziale" da Lonely Planet.
Il Precious Heritage Project è stato oggetto di articoli sulla BBC, GEO, National Geographic e altre fonti di stampa internazionali.